# Comercial Ramos
Comercial Ramos é uma empresa de varejo brasileira que comercializa itens de material de construção, dentre outros.
No passado, foi a maior rede de loja de material de construção do Norte/Nordeste e uma das 50 maiores revendedoras do segmento no país.
Foi fundada em 1987 na Avenida Antonio Carlos Magalhães em Salvador, sua matriz, e, chegou a contar com outras 5 lojas: San Martin e Vale do Nazaré, também na capital baiana, além de Lauro de Freitas, Feira de Santana e Vitória da Conquista . 
Enfrentando uma crise, fechou as portas das lojas no Vale do Nazaré, em Salvador, Lauro de Freitas, Feira de Santana e Vitória da Conquista.  
Com o encerramento das atividades da loja-matriz na Avenida ACM em maio de 2019, a rede conta agora apenas com a unidade San Martin.  